# Барон Биддалф
Барон Биддалф из Ледбери в графстве Херефордшир — наследственный титул в системе Пэрства Соединённого королевства. Он был создан 1 августа 1903 года для британского банкира и политика Майкла Биддалфа (1834—1923). Он был партнером в лондонской банковской фирме «Cocks, Biddulph and Co», а также представлял в Палате общин от Херефордшир от либеральной партии (1868—1885) и Росс от либерально-юнионистской партии (1885—1900). Его отец Роберт Биддалф (1801—1864) ранее представлял Херефорд в парламенте (1832—1837), а его младший брат, сэр Роберт Биддалф (1835—1918), был губернатором Гибралтара (1893—1900).
По состоянию на 2023 год носителем титула являлся праправнук первого барона, Энтони Николас Колин Мейтленд Биддалф, 5-й барон Биддалф (род. 1959), который стал преемником своего отца в 1988 году. В 1978 году он принял дополнительную фамилию «Мейтленд», которая была девичьей фамилией его матери, леди Мэри Хелены Мейтленд (род. 1938), внучки Иэна Колина Мейтленда, 15-го граф Лодердейла (1891—1953). Она является покровительницей Королевского Каледонского Бала.
Бароны Биддалф находятся в родстве с баронетами Биддалф из Весткомба. 1-й барон Биддалф был потомком Энтони Биддалфа, брата Майкла Биддалфа (ум. 1657) и дяди сэра Теофила Биддалфа, 1-го баронета из Весткомба (1612—1683).

## Бароны Биддалф (1903)
- 1903—1923: Майкл Биддалф, 1-й барон Биддалф (17 февраля 1834 — 6 апреля 1923), старший сын политика Роберта Биддалфа (1801—1864)[1];
- 1923—1949: Джон Майкл Гордон Биддалф, 2-й барон Биддалф (19 ноября 1869 — 17 декабря 1949), старший сын предыдущего[2];
- 1949—1972: Майкл Уильям Джон Биддалф, 3-й барон Биддалф (6 марта 1898 — 21 июля 1972), старший сын предыдущего[3];
- 1972—1988: Роберт Майкл Кристиан Биддалф, 4-й барон Биддалф (6 января 1931 — 3 ноября 1988), старший сын предыдущего[4];
- 1988 — настоящее время: Энтони Николас Колин Мейтленд Биддалф, 5-й барон Биддалф (род. 8 апреля 1959), старший сын предыдущего[5];
  - Наследник титула: достопочтенный Роберт Джулиан Мейтленд Биддалф (род. 8 июля 1994), старший сын предыдущего[6].